# Rhamphomyia scutellaris
Rhamphomyia scutellaris är en tvåvingeart som beskrevs av Daniel William Coquillett 1895. Rhamphomyia scutellaris ingår i släktet Rhamphomyia och familjen dansflugor. Inga underarter finns listade i Catalogue of Life.